# Sérézin-du-Rhône
Sérézin-du-Rhône là một xã thuộc tỉnh Rhône trong vùng Auvergne-Rhône-Alpes phía đông nước Pháp. Xã này nằm ở khu vực có độ cao trung bình 163 mét trên mực nước biển.